# Марина Риколфи Дория
Марина Рикòлфи Дòрия (на италиански: Marina Ricolfi Doria; * 12 февруари 1935, Женева, Швейцария) е швейцарка от италиански произход, бивша състезателка по водни ски: световна шампионка през 1955 и през 1957 г. и носителка е на европейски и швейцарски титли. Чрез брака си с Виктор Емануил Савойски, син на последния крал на Италия, е херцогиня на Савоя (30 януари 1984, оспорвано), и той ѝ дава титлата на херцогиня на Сант Анна ди Валдиери (1969). 

## Произход
Марина е дъщеря на Рене Итало Риколфи Дория (* 1901, † 1970), състезател по водна топка и плуване, швейцарски индустриалец от италиански произход, и на съпругата му Ирис Амалия Бенвенути (* 1905, † 2004). 
Семейство Риколфи Дория е родом от Генуа и е притежавало величествен дворец в Нови Лигуре. Основоположникът му е Джовани Риколфи – абат, който в разгара на Френската революция захвърля свещеническия си сан, за да се ожени на гражданска церемония за Джеронима Ангиола Мария Дория, дъщеря на Франческо Агостино Дория и Тереза Саули. Бащата на булката принадлежи към кадетски клон на голямото генуезко семейство Дория, отделил се в края на XII век. Булката умира веднага след раждането на единствения си син Джузепе Джовани Батиста Тито Риколфи Дория. Синът му Франческо Адриано Риколфи Дория се премества в Женева, където получава швейцарско гражданство. Съпругата му Евелин Клапаред принадлежи към старо женевско буржоазно семейство от френски произход, свързано с известния банкер Жак Некер.

## Биография

### Спортна кариера
През 1955 г. Марина Дория става изпълнителка по водни ски в тематичния парк Сайпръс Гардънс във Флорида, САЩ. 
Тя се състезава три пъти в Световното първенство по водни ски: през 1953 г., 1955 г. и 1957 г. През 1955 г. печели златен медал на трикове, а през 1957 г. – и в слалом, и в трикове, като по този начин става световна шампионка за жени. Тя печели общата титла в европейските първенства всяка година от 1953 до 1956 г. и взема пет или повече национални титли на Швейцария. Печели 23 швейцарски титли, 12 европейски титли и 4 световни титли в спортната си кариера: тя е първата швейцарка, спечелила световна титла в този спорт.
През 1991 г. е включена в Залата на славата на Международната федерация по водни ски като „най-добрата скиорка от Европа за първото десетилетие на международните състезания“. Продължава да се състезава до 1960 г.

### Брак
През 1960 г. Риколфи Дория се запознава с Виктор Емануил Савойски, принц на Неапол в Морското дружество на Женева, където и двамата карат водни ски. 
Двамата сключват брак на гражданска церемония на 11 януари 1970 г. в Лас Вегас и на религиозна церемония на 7 октомври 1971 г. в Техеран. Сватбата им е обявена по време на Честването на 2500-годишнината на Персийската империя в Персеполис. Свекър ѝ Умберто II не дава съгласието си за брака поради неравностойното състояние на Марина, която не е от кралски произход. Това би довело до преминаване на всички права върху трона на Италия към Амадей Савойски-Аоста, според привържениците на последния. В опит да преодолее съпротивата на баща си Виктор Емануил се самопровъзгласява за „крал на Италия“ на 15 декември 1969 г. За да „поправи“ буржоазното състояние на своята годеница, на 16 декември той издава „кралски указ“, в който ѝ дава титлата „Херцогиня на Сант Анна ди Валдиери“.
Като съпруга на главата на Савойския дом тя има право на Privilège du blanc – способността да носи бели дрехи, когато е на аудиенция при папата. Тя упражнява тази привилегия на 18 май 2003 г. по време на католическа литургия, отбелязваща годишнината от рождението на папа Йоан Павел II.
Двойката има син Емануил Филиберт – италианско телевизионно лице. Марина овдовява на 3 февруари 2024 г. Родена е на един и същи ден със съпруга си.